# 大索洛韋茨基島
大索洛韋茨基島是俄羅斯的島嶼，位於大穆克薩爾馬島以西的白海，屬於索洛韋茨基群島的一部分，由阿爾漢格爾斯克州負責管轄，面積246平方公里，最高點海拔高度98.5米，主要經濟活動有旅遊業，島上有機場設施。
65°06′N 35°41′E / 65.100°N 35.683°E